# Knud Oldendow
Knud Honoré Oldendow (bis 1929 Knud Honoré Petersen; * 18. November 1892 in Ranum; † 24. August 1975 in Tårnby) war ein dänischer Jurist, Beamter, Autor, Ornithologe und Inspektor sowie Landsfoged in Grönland.

## Leben

### Frühes Leben
Knud Honoré Oldendow war der Sohn Turnlehrers und Offiziers Hans Peter Petersen (1863–1927) und seiner Frau Marie Cathrine Honoré (1867–1918). Seine Mutter stammte aus der im 18. Jahrhundert über Brandenburg nach Fredericia ausgewanderten Hugenottenfamilie Honoré.
Als er 10 Jahre alt war, musste wegen eines Unfalls sein eines Bein amputiert werden. Da er deswegen nicht draußen spielen konnte, las er stattdessen Bücher über Grönland, womit sein Interesse für die dänische Kolonie geweckt wurde. Er besuchte die Schule in Viborg, die er 1910 abschloss. Anschließend studierte er erst Medizin, wechselte dann aber zur Rechtswissenschaft und schloss das Studium 1920 als cand.jur. ab.
Er war danach als Amtsbevollmächtigter in Vejle tätig sowie als Buchhalter beim Amtsschulfonds und als Sekretär beim Erwerbssteuerausschuss. Am 18. November 1821 heiratete er in Horsens Caroline Albertine Christine „Nina“ Christiansen (1891–1971), Tochter des Arbeiters Rudolph Emil Christiansen (1860–1919) und seiner Frau Pella Glad (1860–1932).

### In Diensten von Grønlands Styrelse
1924 wurde er zum Inspektor für Südgrönland ernannt. Er übernahm das Amt vom kommissarisch wirkenden Christian Simony, der den im Vorjahr zurückgetretenen Carl Frederik Harries ersetzt hatte. Mit dem zweiten Gesetz zu Grønlands Styrelse wurde das Inspektorenamt 1925 nach 143 Jahren abgeschafft und durch das des Landsfogeds ersetzt. Knud Honoré Petersen wurde zum Landsfoged von Südgrönland ernannt. Am 25. September 1929 ließ er seinen Nachnamen von Petersen zu Oldendow ändern. 1930 wurde er kurzzeitig von Frederik Albert Madsen vertreten. 1932 wurde er zum Bürochef von Grønlands Styrelse ernannt und Aksel Svane übernahm das Amt des Landsfogeds.
1938 wurde er als Nachfolger des im Amt verstorbenen Jens Daugaard-Jensen zum Direktor von Grønlands Styrelse befördert. Er hatte bereits zuvor das Amt übernommen, wenn Daugaard-Jensen sich auf Inspektionsreise in Grönland befand. Als Direktor gehörte er 1939 der vom Grönlandausschuss eingerichteten Kommission an, um die Zukunft Grönlands zu diskutieren. 1940 wurde Dänemark im Zweiten Weltkrieg vom Deutschen Reich besetzt, wodurch Dänemark die Verbindung nach Grönland verlor (siehe Grönland im Zweiten Weltkrieg). Knud Oldendow versuchte über Lissabon in die Vereinigten Staaten zu reisen, um von dort aus die Kontrolle über Grönland wieder übernehmen zu können, wurde dabei aber vom meuternden dänischen Gesandten in den USA, Henrik Kauffmann, behindert. Grønlands Styrelse war ein Teil des Staatsministeriums und als 1943 die dänische Regierung unter der Besetzung zusammenbrach, übernahmen die Departementschefs die Macht (departementschefstyret), wobei Oldendow ein Teil der neuen „Regierung“ wurde, die bis Kriegsende im Amt war. Grönland waren während des Kriegs durch die Vereinigten Staaten versorgt worden und hatte dabei Kontakt mit einigen modernen Errungenschaften gemacht. Nach Kriegsende wuchs daher bei der Bevölkerung der Wunsch nach einer Modernisierung Grönlands. Das Thema wurde 1946 in einer weiteren Kommission des Grönlandausschusses diskutiert, der auch wieder Oldendow angehörte. Oldendow kannte das Land außerordentlich gut, hatte aber eine konservative Haltung zur Modernisierung Grönlands, was zu Kritik an seiner Person führte. Er führte dabei die Linie seines Vorgängers Daugaard-Jensen weiter, der ein langsames Tempo für die Modernisierung förderte, um die grönländische Kultur nicht zu zerstören. 1948 beschloss Staatsminister Hans Hedtoft eine radikale Neuordnung und Modernisierung Grönlands, woraus die G50-Politik entstand. Oldendow war so uneinverstanden, dass er 1948 zurücktrat und durch Eske Brun abgelöst wurde.

### Spätes Leben und Autorschaft
Anschließend studierte er Theologie. 1950 wurde er Direktor der Kryolitselskabet Øresund, was er bis 1969 blieb. Bereits von 1938 bis 1940 war er dort staatlicher Berater und von 1940 bis 1950 Aufsichtsratsvorsitzender gewesen. Anschließend war er noch bis 1972 als Berater für das Unternehmen tätig. Er starb 1975 im Alter von 83 Jahren.
Knud Honoré Oldendow war ein Experte für grönländische Angelegenheiten. Er schrieb eine Vielzahl an Sachbüchern und Zeitschriftenartikeln über das Land. Sein besonderes Interesse lag in der grönländischen Geschichte, Kultur und Vogelfauna. In Verbindung damit baute er sich eine einzigartige Sammlung von grönländischen Vögeln auf. 1957 erhielt er das Carit-Andersen-Buchstipendium.

### Ehrenämter und Auszeichnungen
Oldendow hatte zahlreiche Ehrenämter inne. Von 1938 bis 1948 war er Vorstandsvorsitzender von Kong Chr. Xs og dronning Alexandrines Grønlandsfond, Mitglied der Kommission für Wissenschaftliche Untersuchungen in Grönland, ab 1955 Mitglied des Aufsichtsrats des Arktisk Institut, ab 1966 Mitglied des Arctic Institute of North America, Mitglied des International informatory and correlating office for the protection of nature, ab 1958 Mitglied des International Institute of Arts and Letters sowie Mitglied des Komitees für den Fonden til Fædrelandets Vel, von Danmarks Naturfredningsforening, des Ausschusses für Grønlands Kirkesag, der dänischen Schwerhörigenvereinigung, von Amagerlands Kunstforening und Aufsichtsrats des Handels- und Schifffahrtsmuseums auf Schloss Kronborg und des Präsidiums für Viborgs Heimatvereinigung, wo er 1962 Ehrenmitglied wurde.
1935 wurde er zum Ritter des Dannebrogordens ernannt. 1939 wurde er Dannebrogmand. 1947 wurde er Kommandeur des Dannebrogordens. Daneben trug er auch das Ritterkreuz des Ordens der Krone von Italien.

## Werke (Auswahl)
- 1928: Rosenmaagen i Grønland
- 1928: Træk af Kolonien Godthaabs Historie
- 1931: Den grønlandske Samfundslære
- 1933: Fugleliv i Grønland
- 1935: Naturfredning i Grønland
- 1936: Træk af Grønlands politiske Historie – Grønlændernes egne Samfundsorganer
- 1936: Grønland. Folk og Land i vore Dage
- 1950: Fra min Drengetid. Stiftsstaden Viborg omkr. århundredskiftet
- 1955: Grønlændervennen H. Rink
- 1957: Bogtrykkerkunsten i Grønland
- 1960: Minder fra min gymnasietid
- 1967: Groenlandica. Conspectus bibliographicus (3. Ausgabe)